# Eupithecia
Genre
Eupithecia est un genre de lépidoptères (papillons) de la famille des Geometridae.
Ses représentants sont appelés en français des Eupithécies.

## Dénomination
Des espèces de genres voisins, comme Chloroclystis ou Pasiphila portent aussi le nom vernaculaire français d'eupithécie, tandis que l'espèce Gymnoscelis rufifasciata s'appelle fausse eupithécie.

## Biologie
Les chenilles de certaines espèces hawaïennes d'Eupithécies se nourrissent d'autres insectes (E.orichloris, E.staurophragma, E.scoriodes). Elles imitent des brindilles et attrapent les insectes qui passent à leur portée.

## Liste d'espèces

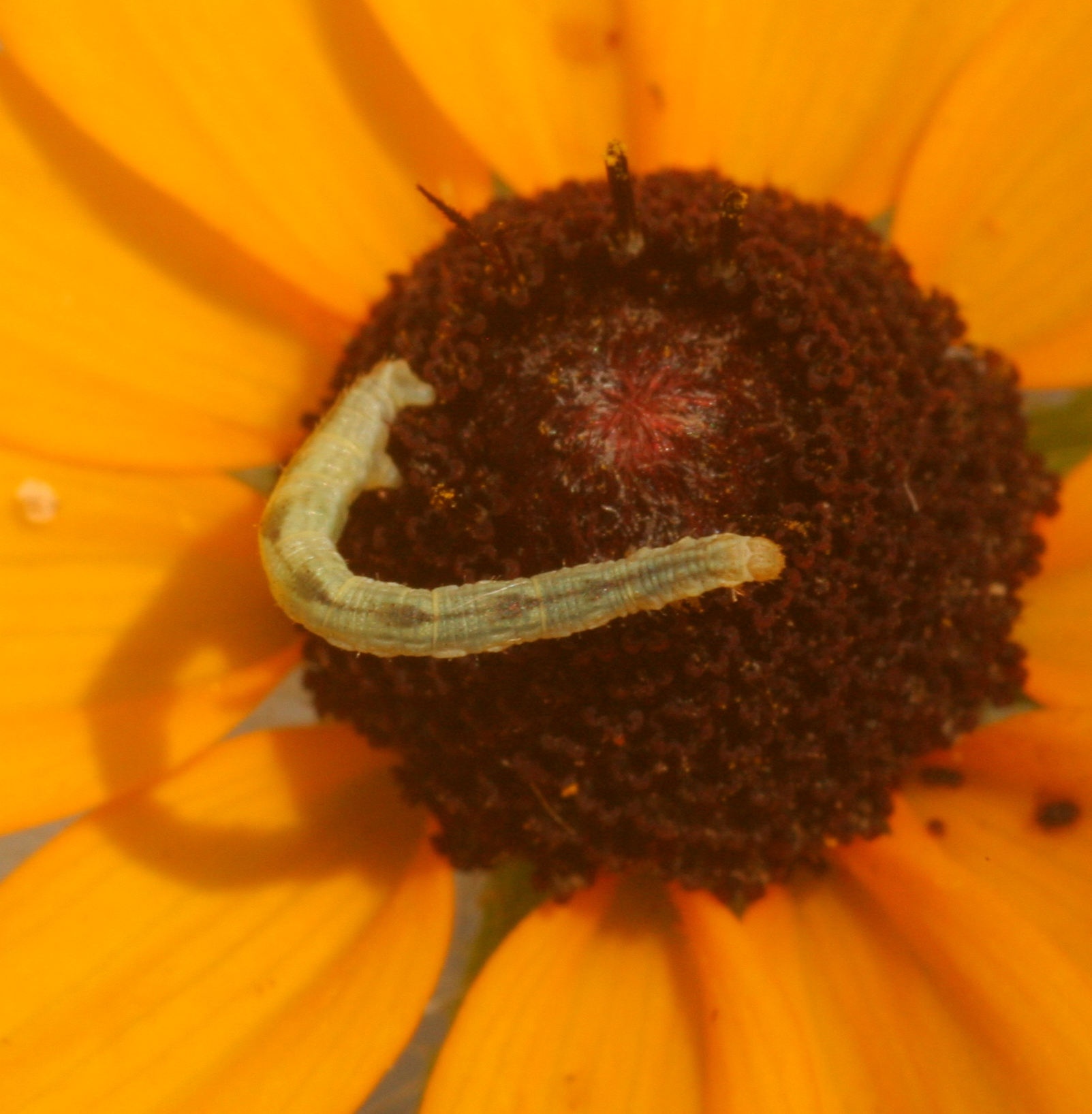
Chenille d’Eupithecia miserulata, se nourrissant de Rudbeckia serotina

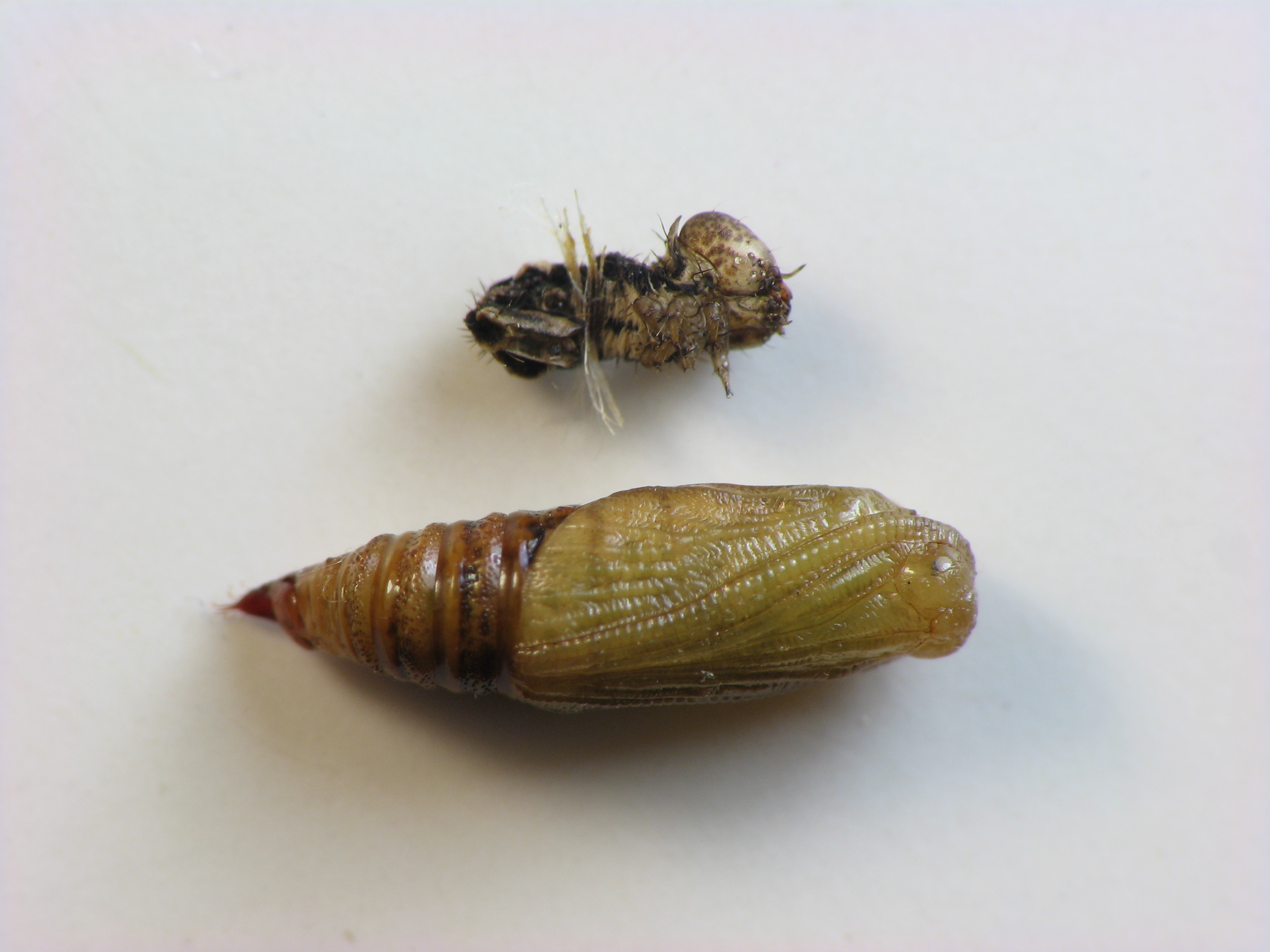
Chrysalide d'une espèce américaine

- Haut – A
- B
- C
- D
- E
- F
- G
- H
- I
- J
- K
- L
- M
- N
- O
- P
- Q
- R
- S
- T
- U
- V
- W
- X
- Y
- Z

### A
- Eupithecia abbreviata
- Eupithecia abdera
- Eupithecia abietaria
- Eupithecia abrepta
- Eupithecia absinthiata
- Eupithecia accurata
- Eupithecia acerba
- Eupithecia achyrdaghica
- Eupithecia acidalioides
- Eupithecia acolpodes
- Eupithecia acosmos
- Eupithecia acragas
- Eupithecia actaeata
- Eupithecia actrix
- Eupithecia acuminata
- Eupithecia acutangula
- Eupithecia acutipapillata
- Eupithecia acutipennis
- Eupithecia acutula
- Eupithecia acyrtoterma
- Eupithecia addictata
- Eupithecia adelpha
- Eupithecia adequata
- Eupithecia adjemica
- Eupithecia admiranda
- Eupithecia adoranda
- Eupithecia adspersata
- Eupithecia aduncata
- Eupithecia aegyptiaca
- Eupithecia aella
- Eupithecia aenigma
- Eupithecia aequabila
- Eupithecia affinata
- Eupithecia affinitata
- Eupithecia agnesata
- Eupithecia albertiata
- Eupithecia albibaltea
- Eupithecia albibasalis
- Eupithecia albibisecta
- Eupithecia albicapitata
- Eupithecia albicarnea
- Eupithecia albicentralis
- Eupithecia albiceps
- Eupithecia albicristulata
- Eupithecia albidulata
- Eupithecia albifurva
- Eupithecia albifusca
- Eupithecia albigrisata
- Eupithecia albigutta
- Eupithecia albimaculata
- Eupithecia albimedia
- Eupithecia albimixta
- Eupithecia albimontanata
- Eupithecia albirasa
- Eupithecia albirivata
- Eupithecia albisecta
- Eupithecia albispumata
- Eupithecia albistillata
- Eupithecia albistrigata
- Eupithecia albursi
- Eupithecia albuta
- Eupithecia alexiae
- Eupithecia aliena
- Eupithecia alishana
- Eupithecia alliaria
- Eupithecia alogista
- Eupithecia alpinata
- Eupithecia alticomora
- Eupithecia altitudinis
- Eupithecia amandae
- Eupithecia amasina
- Eupithecia amathes
- Eupithecia amicula
- Eupithecia ammonata
- Eupithecia ammorrhoa
- Eupithecia amphiplex
- Eupithecia amplexata
- Eupithecia amurensis
- Eupithecia anactoria
- Eupithecia analiscripta
- Eupithecia analoga
- Eupithecia anamnesa
- Eupithecia anasticta
- Eupithecia ancillata
- Eupithecia andrasi
- Eupithecia anemica
- Eupithecia anguinata
- Eupithecia angulata
- Eupithecia angustiarum
- Eupithecia anita
- Eupithecia annulata
- Eupithecia antalica
- Eupithecia antaria
- Eupithecia anteacta
- Eupithecia anticaria
- Eupithecia anticura
- Eupithecia antiqua
- Eupithecia antivulgaria
- Eupithecia aphanes
- Eupithecia apicistrigata
- Eupithecia aporia
- Eupithecia apparatissima
- Eupithecia appendiculata
- Eupithecia apta
- Eupithecia aradjouna
- Eupithecia arauco
- Eupithecia arenaria
- Eupithecia arenbergeri
- Eupithecia arenitincta
- Eupithecia arenosa
- Eupithecia arenosissima
- Eupithecia argentea
- Eupithecia aritai
- Eupithecia asema
- Eupithecia asempiterna
- Eupithecia asperata
- Eupithecia assa
- Eupithecia assectata
- Eupithecia assimilata
- Eupithecia assimilis
- Eupithecia assulata
- Eupithecia astales
- Eupithecia asteria
- Eupithecia astricta
- Eupithecia atacama
- Eupithecia atacamaensis
- Eupithecia atomaria
- Eupithecia atricollaris
- Eupithecia atrisignis
- Eupithecia atromaculata
- Eupithecia attali
- Eupithecia atuni
- Eupithecia avara
- Eupithecia aysenae

### B
- Eupithecia balintzsolti
- Eupithecia balteata
- Eupithecia bandurriasae
- Eupithecia bardiaria
- Eupithecia barteli
- Eupithecia bastelbergeri
- Eupithecia basurmanca
- Eupithecia batida
- Eupithecia behrensata
- Eupithecia bella
- Eupithecia bellimargo
- Eupithecia beneficiaria
- Eupithecia benigna
- Eupithecia bestia
- Eupithecia bialbata
- Eupithecia bicubitata
- Eupithecia bicurvicera
- Eupithecia biedermanata
- Eupithecia bifasciata
- Eupithecia biornata
- Eupithecia biumbrata
- Eupithecia biviridata
- Eupithecia bivittata
- Eupithecia blandula
- Eupithecia blenna
- Eupithecia bohatschi
- Eupithecia bolespora
- Eupithecia bolterii
- Eupithecia boneta
- Eupithecia borealis
- Eupithecia boryata
- Eupithecia bowmani
- Eupithecia brachyptera
- Eupithecia brandti
- Eupithecia brevicula
- Eupithecia breviculata
- Eupithecia brevifasciaria
- Eupithecia briseis
- Eupithecia broteas
- Eupithecia broui
- Eupithecia brunneata
- Eupithecia brunneilutea
- Eupithecia brunneodorsata
- Eupithecia brunneomarginata
- Eupithecia bryanti
- Eupithecia bullata
- Eupithecia burmata
- Eupithecia burselongata
- Eupithecia buysseata

### C
- Eupithecia cabrasae
- Eupithecia cabreria
- Eupithecia caburgua
- Eupithecia cachina
- Eupithecia caduca
- Eupithecia calderae
- Eupithecia calientes
- Eupithecia caliginea
- Eupithecia caliginosa
- Eupithecia calligraphata
- Eupithecia camilla
- Eupithecia cana
- Eupithecia canchasae
- Eupithecia candicans
- Eupithecia candidata
- Eupithecia canisparsa
- Eupithecia canonica
- Eupithecia capitata
- Eupithecia carneata
- Eupithecia carpophagata
- Eupithecia carpophilata
- Eupithecia carribeana
- Eupithecia casloata
- Eupithecia casmena
- Eupithecia casta
- Eupithecia castellata
- Eupithecia catalinata
- Eupithecia cauchiata
- Eupithecia cautin
- Eupithecia cazieri
- Eupithecia celatisigna
- Eupithecia centaureata
- Eupithecia cercina
- Eupithecia certa
- Eupithecia cerussaria
- Eupithecia cervina
- Eupithecia cerynea
- Eupithecia cestata
- Eupithecia cestatoides
- Eupithecia chalikophila
- Eupithecia chapo
- Eupithecia cheituna
- Eupithecia chesiata
- Eupithecia chilensis
- Eupithecia chimera
- Eupithecia chincha
- Eupithecia chingana
- Eupithecia chiricahuata
- Eupithecia chlorofasciata
- Eupithecia chlorophora
- Eupithecia christophi
- Eupithecia chrodna
- Eupithecia chui
- Eupithecia cichisa
- Eupithecia cimicifugata
- Eupithecia cingulata
- Eupithecia cinnamomata
- Eupithecia circumscriptrix
- Eupithecia citraria
- Eupithecia classicata
- Eupithecia claudei
- Eupithecia clavifera
- Eupithecia coaequalis
- Eupithecia cocciferata
- Eupithecia coccinea
- Eupithecia cocoata
- Eupithecia coetulata
- Eupithecia cognizata
- Eupithecia cohabitans
- Eupithecia cohorticula
- Eupithecia collineata
- Eupithecia coloradensis
- Eupithecia columbiata
- Eupithecia comes
- Eupithecia concava
- Eupithecia concepcion
- Eupithecia concinna
- Eupithecia concremata
- Eupithecia conduplicata
- Eupithecia coniurata
- Eupithecia conjunctiva
- Eupithecia connexa
- Eupithecia consors
- Eupithecia consortaria
- Eupithecia conterminata
- Eupithecia contexta
- Eupithecia contraria
- Eupithecia convallata
- Eupithecia convexa
- Eupithecia conviva
- Eupithecia cooptata
- Eupithecia coquimbo
- Eupithecia cordata
- Eupithecia coribalteata
- Eupithecia corralensis
- Eupithecia correana
- Eupithecia corroborata
- Eupithecia corticata
- Eupithecia costalis
- Eupithecia costiconvexa
- Eupithecia costimacularia
- Eupithecia costipicta
- Eupithecia costirufaria
- Eupithecia costivallata
- Eupithecia cotidiana
- Eupithecia craterias
- Eupithecia crenata
- Eupithecia cretaceata
- Eupithecia cretata
- Eupithecia cretosa
- Eupithecia cuculliaria
- Eupithecia cugiai
- Eupithecia cuneata
- Eupithecia cuneilineata
- Eupithecia cunina
- Eupithecia cuprearia
- Eupithecia cupreata
- Eupithecia cupressata
- Eupithecia curacautinae
- Eupithecia curvifascia

### D
- Eupithecia daemionata
- Eupithecia dalhousiensis
- Eupithecia damnosa
- Eupithecia dargei
- Eupithecia dayensis
- Eupithecia dealbata
- Eupithecia dechkanata
- Eupithecia decipiens
- Eupithecia decorata
- Eupithecia decrepita
- Eupithecia decussata
- Eupithecia defimbriata
- Eupithecia deformis
- Eupithecia delicata
- Eupithecia delozona
- Eupithecia demetata
- Eupithecia demissa
- Eupithecia denotata
- Eupithecia densicauda
- Eupithecia denticulata
- Eupithecia dentosa
- Eupithecia depasta
- Eupithecia depressa
- Eupithecia derogata
- Eupithecia descimoni
- Eupithecia despectaria
- Eupithecia detritata
- Eupithecia deverrata
- Eupithecia devestita
- Eupithecia devia
- Eupithecia dichroma
- Eupithecia dierli
- Eupithecia dilucida
- Eupithecia dimidia
- Eupithecia dinshoensis
- Eupithecia discipuncta
- Eupithecia discolor
- Eupithecia discordans
- Eupithecia discretata
- Eupithecia disformata
- Eupithecia dissertata
- Eupithecia dissobapta
- Eupithecia dissonans
- Eupithecia dissors
- Eupithecia distinctaria
- Eupithecia divina
- Eupithecia djakonovi
- Eupithecia dodoneata
- Eupithecia dohertyi
- Eupithecia dolia
- Eupithecia dolosa
- Eupithecia dominaria
- Eupithecia dormita
- Eupithecia drastica
- Eupithecia druentiata
- Eupithecia dryinombra
- Eupithecia dubiosa
- Eupithecia duena
- Eupithecia duplex
- Eupithecia dura
- Eupithecia dustica
- Eupithecia dzhirgatalensis

### E
- Eupithecia ebriosa
- Eupithecia ecplyta
- Eupithecia edaphopteryx
- Eupithecia edna
- Eupithecia eduardi
- Eupithecia edwardsi
- Eupithecia efferata
- Eupithecia egena
- Eupithecia egenaria
- Eupithecia egregiata
- Eupithecia elbursi
- Eupithecia elbursiata
- Eupithecia elbuta
- Eupithecia electreofasciata
- Eupithecia elimata
- Eupithecia elissa
- Eupithecia elquiensis
- Eupithecia emanata
- Eupithecia emendata
- Eupithecia emittens
- Eupithecia emporias
- Eupithecia encoensis
- Eupithecia endonephelia
- Eupithecia endotherma
- Eupithecia ensifera
- Eupithecia epileptica
- Eupithecia erecticoma
- Eupithecia erectinota
- Eupithecia ericeata
- Eupithecia ericeti
- Eupithecia eszterkae
- Eupithecia eupompa
- Eupithecia eurytera
- Eupithecia evacuata
- Eupithecia evansi
- Eupithecia exacerbata
- Eupithecia exactata
- Eupithecia exheres
- Eupithecia exicterata
- Eupithecia exiguata
- Eupithecia eximia
- Eupithecia exophychra
- Eupithecia expallidata
- Eupithecia exquisita
- Eupithecia exrubicunda
- Eupithecia extensaria
- Eupithecia extinctata
- Eupithecia extraversaria
- Eupithecia extremata
- Eupithecia extrinseca
- Eupithecia exudata

### F
- Eupithecia falkenbergi
- Eupithecia falkneri
- Eupithecia famularia
- Eupithecia fastuosa
- Eupithecia fatigata
- Eupithecia fausta
- Eupithecia feliscaudata
- Eupithecia fenita
- Eupithecia fennoscandica
- Eupithecia fernandi
- Eupithecia fervida
- Eupithecia fessa
- Eupithecia fibigeri
- Eupithecia ficta
- Eupithecia filia
- Eupithecia finitima
- Eupithecia fioriata
- Eupithecia firmata
- Eupithecia flavigutta
- Eupithecia flavimacula
- Eupithecia flavoapicaria
- Eupithecia fletcherata
- Eupithecia fletcheri
- Eupithecia flexicornuta
- Eupithecia formosa
- Eupithecia forsterata
- Eupithecia fortis
- Eupithecia fosteri
- Eupithecia fragmentaria
- Eupithecia fredericki
- Eupithecia fredi
- Eupithecia frequens
- Eupithecia frontosa
- Eupithecia fujisana
- Eupithecia fulgurata
- Eupithecia fuliginata
- Eupithecia fulvidorsata
- Eupithecia fulvipennis
- Eupithecia fulviplagiata
- Eupithecia fulvistriga
- Eupithecia fumifascia
- Eupithecia fumimixta
- Eupithecia funerea
- Eupithecia furcata
- Eupithecia furvipennis
- Eupithecia fusca
- Eupithecia fuscata
- Eupithecia fuscicostata
- Eupithecia fuscopunctata
- Eupithecia fuscorufa

### G
- Eupithecia galapagosata
- Eupithecia galepsa
- Eupithecia garrula
- Eupithecia garuda
- Eupithecia gaumaria
- Eupithecia gelidata
- Eupithecia gemellata
- Eupithecia gigantea
- Eupithecia gilata
- Eupithecia gilvipennata
- Eupithecia glaisi
- Eupithecia glaucotincta
- Eupithecia gluptata
- Eupithecia gomerensis
- Eupithecia goslina
- Eupithecia graciliata
- Eupithecia gradatilinea
- Eupithecia graefi
- Eupithecia granata
- Eupithecia graphata
- Eupithecia graphiticata
- Eupithecia grappleri
- Eupithecia gratiosata
- Eupithecia griveaudi
- Eupithecia groenblomi
- Eupithecia guamanica
- Eupithecia guayacanae
- Eupithecia gueneata

### H
- Eupithecia habermani
- Eupithecia hainanensis
- Eupithecia halosydne
- Eupithecia hamleti
- Eupithecia hannemanni
- Eupithecia harenosa
- Eupithecia harrisonata
- Eupithecia hashimotoi
- Eupithecia hastaria
- Eupithecia haworthiata
- Eupithecia haywardi
- Eupithecia hebes
- Eupithecia helena
- Eupithecia helenaria
- Eupithecia hemileuca
- Eupithecia hemileucaria
- Eupithecia hemiochra
- Eupithecia herczigi
- Eupithecia herefordaria
- Eupithecia hesperina
- Eupithecia higa
- Eupithecia hilacha
- Eupithecia hilariata
- Eupithecia hilaris
- Eupithecia himalayata
- Eupithecia hippolyte
- Eupithecia hodeberti
- Eupithecia hoenehermanni
- Eupithecia hoenei
- Eupithecia hohokamae
- Eupithecia hollowayi
- Eupithecia holti
- Eupithecia hombrilla
- Eupithecia homogrammata
- Eupithecia honesta
- Eupithecia hongxiangae
- Eupithecia horismoides
- Eupithecia hormiga
- Eupithecia horrida
- Eupithecia hreblayi
- Eupithecia huachuca
- Eupithecia hundamoi
- Eupithecia husseini
- Eupithecia hydrargyrea
- Eupithecia hypophasma
- Eupithecia hysterica

### I
- Eupithecia icterata
- Eupithecia idaeoides
- Eupithecia idalia
- Eupithecia illaborata
- Eupithecia illepidus
- Eupithecia immensa
- Eupithecia immodica
- Eupithecia immundata
- Eupithecia impavida
- Eupithecia implorata
- Eupithecia impolita
- Eupithecia importuna
- Eupithecia improba
- Eupithecia improvisa
- Eupithecia impurata
- Eupithecia ina
- Eupithecia inassignata
- Eupithecia incohata
- Eupithecia incommoda
- Eupithecia inconclusaria
- Eupithecia inconspicuata
- Eupithecia incorrupta
- Eupithecia inculta
- Eupithecia incurvaria
- Eupithecia indecisa
- Eupithecia indecora
- Eupithecia indefinata
- Eupithecia indigata
- Eupithecia indissolubilis
- Eupithecia indistincta
- Eupithecia inepta
- Eupithecia inexercita
- Eupithecia inexhausta
- Eupithecia inexpiata
- Eupithecia inexplicabilis
- Eupithecia infausta
- Eupithecia infecta
- Eupithecia infectaria
- Eupithecia infecunda
- Eupithecia infelix
- Eupithecia infensa
- Eupithecia infestata
- Eupithecia infimbriata
- Eupithecia infortunata
- Eupithecia innotata
- Eupithecia inopinata
- Eupithecia inoueata
- Eupithecia inquinata
- Eupithecia insana
- Eupithecia inscitata
- Eupithecia insigniata
- Eupithecia insignifica
- Eupithecia insolabilis
- Eupithecia insolita
- Eupithecia interpunctaria
- Eupithecia interrubescens
- Eupithecia interrubrescens
- Eupithecia intolerabilis
- Eupithecia intricata
- Eupithecia inturbata
- Eupithecia inveterata
- Eupithecia invicta
- Eupithecia iphiona
- Eupithecia irambata
- Eupithecia irenica
- Eupithecia irreperta
- Eupithecia irriguata
- Eupithecia isabellina
- Eupithecia isopsaliodes
- Eupithecia isopsaloides
- Eupithecia isotenes
- Eupithecia iterata

### J-K
- Eupithecia jacksoni
- Eupithecia jamesi
- Eupithecia jeanneli
- Eupithecia jefrenata
- Eupithecia jejunata
- Eupithecia jermyi
- Eupithecia jezonica
- Eupithecia jinboi
- Eupithecia jizlensis
- Eupithecia joanata
- Eupithecia johnstoni
- Eupithecia jorge
- Eupithecia josefina
- Eupithecia julia
- Eupithecia juncalensis
- Eupithecia junctifascia
- Eupithecia juntasae
- Eupithecia kama
- Eupithecia kamburonga
- Eupithecia karadaghensis
- Eupithecia karakasykensis
- Eupithecia karapinensis
- Eupithecia karenae
- Eupithecia karischi
- Eupithecia karli
- Eupithecia karnaliensis
- Eupithecia keredjana
- Eupithecia kibatiata
- Eupithecia kinga
- Eupithecia kobayashii
- Eupithecia kondarana
- Eupithecia konradi
- Eupithecia kopetdaghica
- Eupithecia kostjuki
- Eupithecia kozhantschikovi
- Eupithecia kozlovi
- Eupithecia krampli
- Eupithecia kruusi
- Eupithecia kudoi
- Eupithecia kuldschaensis
- Eupithecia kuni
- Eupithecia kunzi
- Eupithecia kurilensis
- Eupithecia kuroshio
- Eupithecia kurtia

### L
- Eupithecia laboriosa
- Eupithecia lachaumei
- Eupithecia lachrymosa
- Eupithecia lacteolata
- Eupithecia lactevirens
- Eupithecia lactibasis
- Eupithecia lafontaineata
- Eupithecia lamata
- Eupithecia lanceata
- Eupithecia landryi
- Eupithecia laoica
- Eupithecia laquaearia
- Eupithecia larentimima
- Eupithecia lariciata
- Eupithecia lasciva
- Eupithecia laszloi
- Eupithecia lata
- Eupithecia laterata
- Eupithecia laticallis
- Eupithecia latifurcata
- Eupithecia latimedia
- Eupithecia latipennata
- Eupithecia latitans
- Eupithecia laudabilis
- Eupithecia laudenda
- Eupithecia leamariae
- Eupithecia lecerfiata
- Eupithecia lechriotorna
- Eupithecia leleupi
- Eupithecia lentiscata
- Eupithecia leptogrammata
- Eupithecia leucenthesis
- Eupithecia leucographata
- Eupithecia leucoprora
- Eupithecia leucospila
- Eupithecia leucostaxis
- Eupithecia levata
- Eupithecia liberata
- Eupithecia licita
- Eupithecia liguriata
- Eupithecia likiangi
- Eupithecia lilliputata
- Eupithecia limbata
- Eupithecia linariata
- Eupithecia linda
- Eupithecia lindti
- Eupithecia lineisdistincta
- Eupithecia lineosa
- Eupithecia lini
- Eupithecia liqalaneng
- Eupithecia lissopis
- Eupithecia lithographata
- Eupithecia litoris
- Eupithecia lobbichlerata
- Eupithecia longibasalis
- Eupithecia longidens
- Eupithecia longifimbria
- Eupithecia longipalpata
- Eupithecia longipennata
- Eupithecia lucigera
- Eupithecia luctuosa
- Eupithecia lugubris
- Eupithecia lunata
- Eupithecia lunatica
- Eupithecia lupa
- Eupithecia lusoria
- Eupithecia luteonigra
- Eupithecia lvovskyi

### M
- Eupithecia macdunnoughi
- Eupithecia macfarlandi
- Eupithecia macreus
- Eupithecia macrocarpata
- Eupithecia macrodisca
- Eupithecia maculosa
- Eupithecia madura
- Eupithecia maenamiella
- Eupithecia maerkerata
- Eupithecia maestosa
- Eupithecia magica
- Eupithecia magnifacta
- Eupithecia magnipuncta
- Eupithecia mahomedana
- Eupithecia malchoensis
- Eupithecia maleformata
- Eupithecia mallecoensis
- Eupithecia maloti
- Eupithecia mandschurica
- Eupithecia manifesta
- Eupithecia marasa
- Eupithecia marginata
- Eupithecia marmaricata
- Eupithecia marmorea
- Eupithecia marnoti
- Eupithecia marpessa
- Eupithecia masculina
- Eupithecia maspalomae
- Eupithecia massiliata
- Eupithecia matheri
- Eupithecia matrona
- Eupithecia matura
- Eupithecia maule
- Eupithecia mauvaria
- Eupithecia meandrata
- Eupithecia mecodaedala
- Eupithecia mediargentata
- Eupithecia medilunata
- Eupithecia mediobrunnea
- Eupithecia mediocincta
- Eupithecia megaproterva
- Eupithecia mejala
- Eupithecia mekrana
- Eupithecia melanograpta
- Eupithecia memorata
- Eupithecia mendosaria
- Eupithecia mentavoni
- Eupithecia mentita
- Eupithecia meridiana
- Eupithecia mesodeicta
- Eupithecia mesogrammata
- Eupithecia microleuca
- Eupithecia microptilota
- Eupithecia millefoliata
- Eupithecia millesima
- Eupithecia mima
- Eupithecia minimaria
- Eupithecia minucia
- Eupithecia minusculata
- Eupithecia minutula
- Eupithecia mira
- Eupithecia mirei
- Eupithecia mirificata
- Eupithecia miserulata
- Eupithecia missionerata
- Eupithecia misturata
- Eupithecia mitigata
- Eupithecia moecha
- Eupithecia molestissima
- Eupithecia molliaria
- Eupithecia mollita
- Eupithecia molybdaena
- Eupithecia monacheata
- Eupithecia mongolica
- Eupithecia montana
- Eupithecia montanata
- Eupithecia montavoni
- Eupithecia monticola
- Eupithecia monticolans
- Eupithecia moricandiata
- Eupithecia morosa
- Eupithecia mortua
- Eupithecia multiplex
- Eupithecia multiscripta
- Eupithecia multispinata
- Eupithecia multistrigata
- Eupithecia mundiscripta
- Eupithecia muralla
- Eupithecia muscistrigata
- Eupithecia muscula
- Eupithecia mustangata
- Eupithecia mutata
- Eupithecia myoma
- Eupithecia mystiata
- Eupithecia mystica

### N
- Eupithecia nabagulensis
- Eupithecia nabokovi
- Eupithecia nachadira
- Eupithecia nadiae
- Eupithecia nagaii
- Eupithecia nahuelbuta
- Eupithecia nanata
- Eupithecia natalica
- Eupithecia naumanni
- Eupithecia necessaria
- Eupithecia nemoralis
- Eupithecia neomexicana
- Eupithecia neosatyrata
- Eupithecia nepalata
- Eupithecia nephelata
- Eupithecia nervosa
- Eupithecia nevadata
- Eupithecia nigrataenia
- Eupithecia nigribasis
- Eupithecia nigrilinea
- Eupithecia nigrinotata
- Eupithecia nigripennis
- Eupithecia nigristriata
- Eupithecia nigritaria
- Eupithecia nigrithorax
- Eupithecia nigrodiscata
- Eupithecia nigropolata
- Eupithecia nimbicolor
- Eupithecia nimbosa
- Eupithecia niphadophilata
- Eupithecia niphonaria
- Eupithecia niphoreas
- Eupithecia nirvana
- Eupithecia nishizawai
- Eupithecia niticallis
- Eupithecia niveifascia
- Eupithecia niveivena
- Eupithecia nobilitata
- Eupithecia nodosa
- Eupithecia nonanticaria
- Eupithecia noncoacta
- Eupithecia nonferenda
- Eupithecia nonpurgata
- Eupithecia norquinco
- Eupithecia novata
- Eupithecia noxia
- Eupithecia nubilaria
- Eupithecia nublae
- Eupithecia nuceistrigata
- Eupithecia nusret

### O
- Eupithecia obliquiplaga
- Eupithecia oblongipennis
- Eupithecia obscurata
- Eupithecia obtinens
- Eupithecia ochracea
- Eupithecia ochralba
- Eupithecia ochrata
- Eupithecia ochridata
- Eupithecia ochroriguata
- Eupithecia ochrosoma
- Eupithecia ochrovittata
- Eupithecia oculata
- Eupithecia oenone
- Eupithecia ogilviata
- Eupithecia okadai
- Eupithecia olgae
- Eupithecia olivacea
- Eupithecia olivaria
- Eupithecia olivocostata
- Eupithecia omissa
- Eupithecia omnigera
- Eupithecia omniparens
- Eupithecia opicata
- Eupithecia opistographata
- Eupithecia oppidana
- Eupithecia orana
- Eupithecia orba
- Eupithecia orbaria
- Eupithecia orichloris
- Eupithecia ornata
- Eupithecia ornea
- Eupithecia oroba
- Eupithecia orphnata
- Eupithecia orsetilla
- Eupithecia osornoensis
- Eupithecia otiosa
- Eupithecia ovalle
- Eupithecia owenata
- Eupithecia oxycedrata

### P
- Eupithecia pactia
- Eupithecia pallidicosta
- Eupithecia pallidistriga
- Eupithecia palmata
- Eupithecia palpata
- Eupithecia pamirica
- Eupithecia panda
- Eupithecia pannosa
- Eupithecia pantellata
- Eupithecia parallaxis
- Eupithecia parallelaria
- Eupithecia parcirufa
- Eupithecia particeps
- Eupithecia paryphata
- Eupithecia pauliani
- Eupithecia paupera
- Eupithecia pauxillaria
- Eupithecia peckorum
- Eupithecia pediba
- Eupithecia peguensis
- Eupithecia pekingiana
- Eupithecia pellicata
- Eupithecia penablanca
- Eupithecia penicilla
- Eupithecia perciliata
- Eupithecia perculsaria
- Eupithecia percuriosa
- Eupithecia peregovitsi
- Eupithecia peregrina
- Eupithecia perendina
- Eupithecia perfica
- Eupithecia perfusca
- Eupithecia perfuscata
- Eupithecia perigrapta
- Eupithecia pernotata
- Eupithecia perolivata
- Eupithecia perpetua
- Eupithecia perryvriesi
- Eupithecia persidis
- Eupithecia persimulata
- Eupithecia personata
- Eupithecia persuastrix
- Eupithecia pertacta
- Eupithecia pertusata
- Eupithecia peterseni
- Eupithecia petersi
- Eupithecia petrohue
- Eupithecia pettyi
- Eupithecia pettyioides
- Eupithecia pfeifferata
- Eupithecia pfeifferi
- Eupithecia phaea
- Eupithecia phaeocausta
- Eupithecia phaiosata
- Eupithecia phantastica
- Eupithecia philippis
- Eupithecia phoebe
- Eupithecia phoeniceata
- Eupithecia phulchokiana
- Eupithecia phyllisae
- Eupithecia physocleora
- Eupithecia picada
- Eupithecia piccata
- Eupithecia pictimargo
- Eupithecia picturata
- Eupithecia pieria
- Eupithecia pilosa
- Eupithecia pimpinellata
- Eupithecia pinata
- Eupithecia pindosata
- Eupithecia pinkeri
- Eupithecia pippa
- Eupithecia pippoides
- Eupithecia placens
- Eupithecia placida
- Eupithecia placidata
- Eupithecia planipennis
- Eupithecia planiscripta
- Eupithecia platymesa
- Eupithecia plumasata
- Eupithecia plumbeolata
- Eupithecia pluripunctaria
- Eupithecia poecilata
- Eupithecia pollens
- Eupithecia polylibades
- Eupithecia ponderata
- Eupithecia praealta
- Eupithecia praecipitata
- Eupithecia praepupillata
- Eupithecia praesignata
- Eupithecia prasinombra
- Eupithecia pretansata
- Eupithecia pretoriana
- Eupithecia primitiva
- Eupithecia problematicata
- Eupithecia procerissima
- Eupithecia proflua
- Eupithecia profuga
- Eupithecia proinsigniata
- Eupithecia propagata
- Eupithecia proprivata
- Eupithecia prostrata
- Eupithecia proterva
- Eupithecia prouti
- Eupithecia pseudassimilata
- Eupithecia pseudexheres
- Eupithecia pseudoabbreviata
- Eupithecia pseudocastigata
- Eupithecia pseudoicterata
- Eupithecia pseudosatyrata
- Eupithecia pseudotsugata
- Eupithecia psiadiata
- Eupithecia ptychospila
- Eupithecia pucatrihue
- Eupithecia pucon
- Eupithecia puella
- Eupithecia puengeleri
- Eupithecia pulchellata
- Eupithecia pulgata
- Eupithecia pupila
- Eupithecia purpureoviridis
- Eupithecia purpurissata
- Eupithecia pusillata
- Eupithecia pygmaeata
- Eupithecia pyreneata
- Eupithecia pyricoetes

### Q-R
- Eupithecia qinlingata
- Eupithecia quadripunctata
- Eupithecia quakerata
- Eupithecia quercetica
- Eupithecia rajata
- Eupithecia raniata
- Eupithecia ratoncilla
- Eupithecia rauca
- Eupithecia ravocostaliata
- Eupithecia rebeli
- Eupithecia recens
- Eupithecia recintoensis
- Eupithecia rectilinea
- Eupithecia redingtonia
- Eupithecia rediviva
- Eupithecia refertissima
- Eupithecia regina
- Eupithecia reginamontium
- Eupithecia regulella
- Eupithecia regulosa
- Eupithecia reisserata
- Eupithecia relativa
- Eupithecia relaxata
- Eupithecia relictata
- Eupithecia remmi
- Eupithecia repentina
- Eupithecia repetita
- Eupithecia resarta
- Eupithecia retusa
- Eupithecia rhadine
- Eupithecia rhodopyra
- Eupithecia rhoisata
- Eupithecia rhombipennis
- Eupithecia ridiculata
- Eupithecia rigouti
- Eupithecia rindgei
- Eupithecia riparia
- Eupithecia robiginascens
- Eupithecia robinsoni
- Eupithecia ronkayi
- Eupithecia rosai
- Eupithecia rosalia
- Eupithecia rosmarinata
- Eupithecia rotundopuncta
- Eupithecia rougeoti
- Eupithecia rubellata
- Eupithecia rubellicincta
- Eupithecia rubeni
- Eupithecia rubigata
- Eupithecia rubiginifera
- Eupithecia rubridorsata
- Eupithecia rubristigma
- Eupithecia rufa
- Eupithecia rufescens
- Eupithecia ruficorpus
- Eupithecia rufipalpata
- Eupithecia rufivenata
- Eupithecia rulena
- Eupithecia rusicadaria
- Eupithecia russeliata
- Eupithecia russeola
- Eupithecia russula
- Eupithecia ryukyuensis

### S
- Eupithecia sabulosata
- Eupithecia sachalini
- Eupithecia sacrimontis
- Eupithecia sacrivicae
- Eupithecia sacrosancta
- Eupithecia sagittata
- Eupithecia saisanaria
- Eupithecia salti
- Eupithecia salubris
- Eupithecia santolinata
- Eupithecia saphenes
- Eupithecia sardoa
- Eupithecia satyrata
- Eupithecia scabrogata
- Eupithecia scalptata
- Eupithecia scaphiata
- Eupithecia schiefereri
- Eupithecia schnitzleri
- Eupithecia schuetzeata
- Eupithecia schwingenschussi
- Eupithecia scione
- Eupithecia sclerata
- Eupithecia scopariata
- Eupithecia scoriodes
- Eupithecia scortillata
- Eupithecia scotodes
- Eupithecia scribai
- Eupithecia seatacama
- Eupithecia sectila
- Eupithecia sectilinea
- Eupithecia seditiosa
- Eupithecia segregata
- Eupithecia selinata
- Eupithecia sellia
- Eupithecia sellimima
- Eupithecia selva
- Eupithecia semicalva
- Eupithecia semiflavata
- Eupithecia semigraphata
- Eupithecia semilignata
- Eupithecia semilotaria
- Eupithecia semilugens
- Eupithecia seminigra
- Eupithecia seminuda
- Eupithecia semipallida
- Eupithecia semirufescens
- Eupithecia semivacua
- Eupithecia sempiterna
- Eupithecia senorita
- Eupithecia separata
- Eupithecia serenata
- Eupithecia serpentigena
- Eupithecia severa
- Eupithecia sewardata
- Eupithecia sexpunctata
- Eupithecia shachdarensis
- Eupithecia sharronata
- Eupithecia sheppardata
- Eupithecia shikokuensis
- Eupithecia shirleyata
- Eupithecia siata
- Eupithecia sibylla
- Eupithecia sierrae
- Eupithecia signigera
- Eupithecia silenata
- Eupithecia silenicolata
- Eupithecia simpliciata
- Eupithecia sincera
- Eupithecia singhalensis
- Eupithecia sinicaria
- Eupithecia sinuata
- Eupithecia sinuosaria
- Eupithecia skoui
- Eupithecia slossonata
- Eupithecia sobria
- Eupithecia sodalis
- Eupithecia sogai
- Eupithecia sola
- Eupithecia solianikovi
- Eupithecia somereni
- Eupithecia sonora
- Eupithecia sophia
- Eupithecia sorda
- Eupithecia soricella
- Eupithecia spadiceata
- Eupithecia specialis
- Eupithecia spermaphaga
- Eupithecia sperryi
- Eupithecia spilocyma
- Eupithecia spilosata
- Eupithecia spinibarbata
- Eupithecia spissata
- Eupithecia spissilineata
- Eupithecia sporobola
- Eupithecia spurcata
- Eupithecia stagira
- Eupithecia stataria
- Eupithecia staurophragma
- Eupithecia steeleae
- Eupithecia stellata
- Eupithecia stertzi
- Eupithecia sticticata
- Eupithecia stigmaticata
- Eupithecia stigmatophora
- Eupithecia stomachosa
- Eupithecia strattonata
- Eupithecia streptozona
- Eupithecia strigatissima
- Eupithecia studiosa
- Eupithecia stueningi
- Eupithecia stypheliae
- Eupithecia subalba
- Eupithecia subanis
- Eupithecia subapicata
- Eupithecia subbreviata
- Eupithecia subbrunneata
- Eupithecia subcanipars
- Eupithecia subcolorata
- Eupithecia subconclusaria
- Eupithecia subdeverrata
- Eupithecia subexiguata
- Eupithecia subextremata
- Eupithecia subfenestrata
- Eupithecia subflavolineata
- Eupithecia subfumosa
- Eupithecia subfuscata
- Eupithecia subinduta
- Eupithecia subita
- Eupithecia sublasciva
- Eupithecia sublata
- Eupithecia submiranda
- Eupithecia subnixa
- Eupithecia suboxydata
- Eupithecia subplacida
- Eupithecia subpulchrata
- Eupithecia subregulosa
- Eupithecia subrubescens
- Eupithecia subscriptaria
- Eupithecia subsequaria
- Eupithecia subtacincta
- Eupithecia subtilis
- Eupithecia subumbrata
- Eupithecia subvaticina
- Eupithecia subvirens
- Eupithecia subvulgata
- Eupithecia succenturiata
- Eupithecia succernata
- Eupithecia sucidata
- Eupithecia summissa
- Eupithecia superata
- Eupithecia supercastigata
- Eupithecia supersophia
- Eupithecia supporta
- Eupithecia suspiciosata
- Eupithecia sutiliata
- Eupithecia svetlanae
- Eupithecia swanni
- Eupithecia swettii
- Eupithecia sylpharia
- Eupithecia syriacata
- Eupithecia szaboi
- Eupithecia szelenyica

### T
- Eupithecia tabacata
- Eupithecia tabestana
- Eupithecia taiwana
- Eupithecia takao
- Eupithecia tamara
- Eupithecia tamarugalis
- Eupithecia tantillaria
- Eupithecia tantilloides
- Eupithecia tarapaca
- Eupithecia tarensis
- Eupithecia tarfata
- Eupithecia tectaria
- Eupithecia tempestuosa
- Eupithecia tenellata
- Eupithecia tenera
- Eupithecia tenerifensis
- Eupithecia tenoensis
- Eupithecia tenuata
- Eupithecia tenuiata
- Eupithecia tenuiscripta
- Eupithecia tenuisquama
- Eupithecia tepida
- Eupithecia terrenata
- Eupithecia terrestrata
- Eupithecia tesserata
- Eupithecia testacea
- Eupithecia tetraglena
- Eupithecia thaica
- Eupithecia thalictrata
- Eupithecia theobromina
- Eupithecia thermosaria
- Eupithecia thessa
- Eupithecia thiaucourti
- Eupithecia thomasi
- Eupithecia thomasina
- Eupithecia thurnerata
- Eupithecia tibetana
- Eupithecia tornolopha
- Eupithecia toulgoeti
- Eupithecia trampa
- Eupithecia trancasae
- Eupithecia tranquilla
- Eupithecia transacta
- Eupithecia transalaiensis
- Eupithecia transexpiata
- Eupithecia tremula
- Eupithecia triangulifera
- Eupithecia tribunaria
- Eupithecia tricerata
- Eupithecia tricolorata
- Eupithecia tricrossa
- Eupithecia tricuspis
- Eupithecia trigenuata
- Eupithecia tripolitaniata
- Eupithecia tripunctaria
- Eupithecia trisignaria
- Eupithecia trita
- Eupithecia tritaria
- Eupithecia tropicata
- Eupithecia truncatipennis
- Eupithecia truschi
- Eupithecia tshimganica
- Eupithecia tshimkentensis
- Eupithecia tsushimensis
- Eupithecia turbanta
- Eupithecia turkmena
- Eupithecia turlini
- Eupithecia turpicula
- Eupithecia turpis
- Eupithecia tutsiana

### U-V
- Eupithecia uighurica
- Eupithecia uinta
- Eupithecia ultimaria
- Eupithecia ultrix
- Eupithecia undata
- Eupithecia undiculata
- Eupithecia undulataria
- Eupithecia undulifera
- Eupithecia unedonata
- Eupithecia unicolor
- Eupithecia unitaria
- Eupithecia urbanata
- Eupithecia usbeca
- Eupithecia usta
- Eupithecia ustata
- Eupithecia utae
- Eupithecia uvaria
- Eupithecia vacuata
- Eupithecia valdivia
- Eupithecia valeria
- Eupithecia valerianata
- Eupithecia vallenarensis
- Eupithecia vana
- Eupithecia variostrigata
- Eupithecia vasta
- Eupithecia vaticina
- Eupithecia veleta
- Eupithecia velutipennis
- Eupithecia venedictoffae
- Eupithecia venosata
- Eupithecia venulata
- Eupithecia veratraria
- Eupithecia verecunda
- Eupithecia vermiculata
- Eupithecia verprota
- Eupithecia versiplaga
- Eupithecia vesiculata
- Eupithecia vetula
- Eupithecia viata
- Eupithecia vicina
- Eupithecia vicksburgi
- Eupithecia viduata
- Eupithecia vilis
- Eupithecia villica
- Eupithecia vinaceata
- Eupithecia vinibua
- Eupithecia violacea
- Eupithecia violetta
- Eupithecia viperea
- Eupithecia virescens
- Eupithecia virgaureata
- Eupithecia vitiosata
- Eupithecia vitreotata
- Eupithecia vivida
- Eupithecia vojnitsi
- Eupithecia vulgata

### W-Z
- Eupithecia wangi
- Eupithecia wardi
- Eupithecia weigti
- Eupithecia weissi
- Eupithecia westonaria
- Eupithecia wilemani
- Eupithecia wittmeri
- Eupithecia woodgatata
- Eupithecia xanthomixta
- Eupithecia xylopsis
- Eupithecia yakushimensis
- Eupithecia yangana
- Eupithecia yasudai
- Eupithecia yathomi
- Eupithecia yazakii
- Eupithecia yelchoensis
- Eupithecia yoshimotoi
- Eupithecia yubitzae
- Eupithecia yunnani
- Eupithecia zagrosata
- Eupithecia zelmira
- Eupithecia zibellinata
- Eupithecia zingiberiata
- Eupithecia zombensis
- Eupithecia zygadeniata